# カラベリー結節
カラベリー結節（carabelli cusp）は歯の形態異常、異常結節の一つ。上顎大臼歯及び上顎乳臼歯の近心舌側面に出現する過剰結節のこと。上顎第二乳臼歯、第一大臼歯に好発する。研究者により定義が異なり、咬頭や結節のみでなく、小窩や溝なども表現型の変異であるとして定義に含めるとする研究者も存在する。

## 歴史
1842年にゲオルク・カラベリー（＜1787 - 1842＞ハンガリー出身。オーストリアで皇室の御典歯科医、ウィーン大学歯科学講師を務める）により最初に報告されたとされるが、Rousseau(1827年)やAlbini(1755年)がすでに発見されていたとする説もある。

## 疫学
かつてはコーカソイドに多いとされていたが、近年では集団間の違いは明らかではなくなってきている。また、カラベリー結節を発生させる遺伝子も、かつては単一の遺伝子が原因と考えられてきたが、現在では多くの遺伝子が関与する多因子性の遺伝と考えられている。

## 臨床
小窩や溝の場合、う蝕の好発部位となる。